# Heinrich Rantzau (Gutsherr)
Heinrich Rantzau auf Bürau, auch Hinrich van Rantzow auf Bürau, (* 1695; † 28. Mai 1726 in Paris) war ein Gutsherr auf dem kleinen Gut Bürau bei Neukirchen. Bekannt wurde er durch den Leibeigenenmord von Bürau, bei dem er 1722 drei Leibeigene so schwer verprügeln ließ, dass sie daran starben. Der Fall kam vor Gericht und trug zur Überwindung und Abschaffung der Leibeigenschaft bei.

## Leben
Hinrich von Rantzau war der siebte und jüngste Sohn des Christian Emil von Rantzau (* 1649; † 17. August 1704) auf Salzau, Rastorf, Ascheberg und Bürau. Die Familie war groß und sein Halbbruder Franz (* 1673; † 1702) und seine Brüder Reichsgraf Bertram (* 1678; † 5. Juli 1730), Reichsgraf Christian (* 1683; † 8. Dezember 1729), Reichsgraf Hans (* 1693; † 15. Januar 1769), Gerhard (* 1693; † 1712) sowie Reichsgraf Detlef (* 1694; † 15. Februar 1781) erbten, falls sie den Vater überlebten, ebenfalls Güter des Vaters.
Der unverheiratete Hinrich von Rantzau glaubte, dass Heinrich Wiese, ein Leibeigener, ihm Getreide veruntreut habe. Aus Wut darüber, dass er Wiese nicht persönlich haftbar machen konnte (dieser war ins freie Eiderstedt geflohen), ließ er Trina Wiese, die schwangere Frau des Geflohenen, dessen Sohn Johannes, einen Knecht sowie die Müllerin Greetje Schnoor, die einen Teil des Getreides gekauft hatte, im Keller des Gutshauses anketten und durchprügeln. Dadurch starben der Sohn, die Frau (die außerdem eine Fehlgeburt erlitt) und der Knecht. 53 Zeugen wurden zu dem Prozess geladen, der ungeheures Aufsehen erregte, enthüllte er doch schlagartig die ganze mögliche Brutalität der Leibeigenschaft bei fast vollständiger Rechtlosigkeit der Unterthanen. Heinrich Rantzau wurde jedoch nicht etwa wegen Mordes verurteilt, sondern wurde – weil er dem großen Namen seiner Familie Rantzau Unehre gemacht hatte – des Landes verwiesen und musste 12.000 Reichstaler an den Fiskus und Unterhalt für die Hinterbliebenen seiner Opfer zahlen.
Er starb durch ein Duell in Paris und soll in einem Massengrab beerdigt worden sein.